# Fatal Shore
Fatal Shore ist eine englisch-australische Rock-Band, die 1996 gegründet wurde. Die Band besteht aus Phil Shoenfelt (Gesang, Gitarre), Bruno Adams (eigentlich Bruce) (Gesang, Gitarre; ehem. Once Upon A Time), Chris Hughes (Schlagzeug, Perkussion, Samples; Hugo Race & The True Spirit) und Yoyo Röhm (Bass; Ben Becker & Zero Tolerance Band, Les Hommes Sauvages, Martin Dean).
1997 veröffentlichten sie ihr gleichnamiges Debütalbum, mit Coverversionen von Jacques Brel, Bob Dylan und Nina Simone.
Im Jahr 2000 wurden sie vom amerikanischen Plattenproduzenten Daniel May nach Amerika eingeladen, um dort ihr zweites Studioalbum „Free Fall“ aufzunehmen, das Ende 2003 beim deutschen Label Moloko + erschien.
Das letzte Album „Real World“ erschien im März 2007 bei Amboss Recordings, im selben Jahr verließ auch Röhm die Band.
Bruno Adams, geboren am 2. September 1963 in Bacchus Marsh (Australien), starb am 18. April 2009 in Berlin an Krebs.
Ende 2011 erschien bei Moloko + die CD „Setting The Sails For El Dorado“. Bei den Songs auf diesem Album handelt es sich um die 1997er Demo-Aufnahmen für das erste gleichnamige Album.

## Diskografie
- 1997: The Fatal Shore (Rachot/Behemot; Moloko +)
- 2003: Free Fall (Moloko +)
- 2007: Real World (Amboss Recordings)
- 2009: Bird On A Wire (Download)
- 2011: Setting The Sails For El Dorado (Moloko +)
- 2018: Out Of The Sky - Real World Demos (Moloko +; Phil Shoenfelt & Bruno Adams)